# 13964 La Billardière
13964 La Billardière è un asteroide della fascia principale. Scoperto nel 1991, presenta un'orbita caratterizzata da un semiasse maggiore pari a 3,2078366 au e da un'eccentricità di 0,1541296, inclinata di 0,59324° rispetto all'eclittica.
L'asteroide è dedicato al botanico francese Jacques-Julien Houtou de La Billardière.